# Helena Porycka
Helena Porycka (ur. 17 sierpnia 1925 w Nowych Kościeliskach, zm. 5 stycznia 2021 w Garwolinie) – polska szwaczka i polityk, posłanka na Sejm PRL VIII i IX kadencji.

## Życiorys
Od 1949 była szwaczką, a potem brygadzistką w Konfekcyjnej Spółdzielni Pracy „Mazowsze”, od 1962 brygadzistką w Państwowych Zakładach Przemysłu Skórzanego w Garwolinie, zaś od 1975 brygadzistką w Zakładzie Przemysłu Odzieżowego „Cora” w Garwolinie.
W 1966 wstąpiła do Polskiej Zjednoczonej Partii Robotniczej. Została w niej I sekretarzem Podstawowej Organizacji Partyjnej, w latach 1970–1975 zasiadała w Egzekutywie Komitetu Powiatowego, a od 1975 do 1980 w Egzekutywie Komitetu Wojewódzkiego w Siedlcach. W 1980 uzyskała mandat posłanki na Sejm PRL VIII kadencji z okręgu Siedlce, w trakcie której zasiadała w Komisji Handlu Zagranicznego, Komisji Przemysłu Lekkiego, Komisji Rynku Wewnętrznego, Drobnej Wytwórczości i Usług oraz w Komisji Współpracy Gospodarczej z Zagranicą i Gospodarki Morskiej. W 1985 uzyskała reelekcję, ponownie reprezentując okręg siedlecki. W Sejmie IX kadencji pracowała w Komisji Polityki Społecznej, Zdrowia i Kultury Fizycznej, Komisji Prac Ustawodawczych oraz w Komisji Regulaminowej i Spraw Poselskich. Zasiadała ponadto w Prezydium Rady Narodowej Patriotycznego Ruchu Odrodzenia Narodowego i w Plenum Ligi Kobiet Polskich (w której stała też na czele Zarządu Miejskiego).
Odznaczona Krzyżem Kawalerskim Orderu Odrodzenia Polski, Złotym Krzyżem Zasługi i Medalem 40-lecia Polski Ludowej.